# Динуиди (окръг, Вирджиния)
Окръг Динуиди (на английски: Dinwiddie County) е окръг в щата Вирджиния, Съединени американски щати. Площта му е 1313 km², а населението - 24 533 души (2000). Административен център е населено място Динуиди.